# Faeröers voetbalelftal (vrouwen)
Het Faeröers vrouwenvoetbalelftal is een voetbalteam dat uitkomt voor de Faeröer bij internationale wedstrijden, zoals het EK voetbal vrouwen. Tot op heden wist het land zich nog niet voor een eindtoernooi te kwalificeren.

## Voormalige selectie

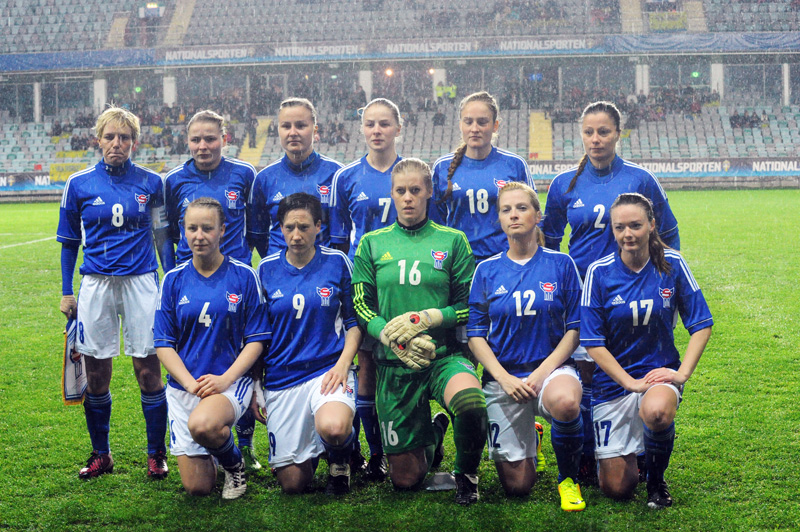
Selectie van 2013

| Keepers                       |               |
| Olga Fríðunn Olsen            | KÍ Klaksvík   |
| Randi Wardum                  | KÍ Klaksvík   |
| Verdedigers                   |               |
| Annelisa Jusensen             | BK Skjold     |
| Hellen Haraldsen              | AB Argir      |
| Ann Olsen                     | KÍ Klaksvík   |
| Fríðrún Danielsen             | Skála ÍF      |
| Ragna Patawary                | KÍ Klaksvík   |
| Middenvelders                 |               |
| Bjørg Syderbø                 | AB Argir      |
| Olga Kristina Hansen          | AB Argir      |
| Heidi Sevdal                  | Víkingur Gøta |
| Kirstinbjørg Frederiksberg    | Skála ÍF      |
| Rósa Magnussen                | Víkingur Gøta |
| Monika Samuelsen              | FC Suðuroy    |
| Asta Magnussen                | AB Argir      |
| Steintóra Gleðisheygg Joensen | AB Argir      |
| Aanvallers                    |               |
| Malene Josephsen              | KÍ Klaksvík   |
| Rannvá Andreasen              | KÍ Klaksvík   |
| Mona Breckmann                | AB Argir      |

FSF · A-internationals · Statistieken · Bondscoaches · Faeröers vrouwenelftal · Faeröer U21 · Faeröer U20 · Faeröer U19 · Faeröer U18 · Faeröer U17 · Faeröer U16
1980 – 1989 ·
1990 – 1999 ·
2000 – 2009 ·
2010 – 2019 ·
2020 – 2029
1988 · 
1989 · 
1990 ·
1991 · 
1992 · 
1993 · 
1994 · 
1995 · 
1996 · 
1997 · 
1998 · 
1999 · 
2000 · 
2001 · 
2002 · 
2003 · 
2004 · 
2005 · 
2006 · 
2007 · 
2008 · 
2009 · 
2010 · 
2011 · 
2012 · 
2013 · 
2014 · 
2015 · 
2016 ·
2017 ·
2018 ·
2019 ·
2020 ·
2021 ·
2022 ·
2023 ·
2024
Albanië ·
Andorra ·
Armenië ·
Azerbeidzjan ·
België ·
Bosnië en Herzegovina ·
Canada ·
Cyprus ·
Denemarken ·
Duitsland ·
Estland ·
Finland ·
Frankrijk ·
Georgië ·
Gibraltar ·
Griekenland ·
Hongarije ·
Ierland ·
IJsland ·
Israël ·
Italië ·
Joegoslavië ·
Kazachstan ·
Kosovo ·
Letland · 
Liechtenstein ·
Litouwen ·
Luxemburg ·
Malta ·
Moldavië ·
Nederland ·
Noord-Ierland ·
Noord-Macedonië ·
Noorwegen ·
Oekraïne ·
Oostenrijk ·
Polen ·
Portugal ·
Roemenië ·
Rusland ·
San Marino ·
Schotland ·
Servië ·
Servië en Montenegro · 
Slovenië ·
Slowakije ·
Spanje ·
Thailand ·
Tsjechië ·
Tsjecho-Slowakije ·
Turkije ·
Wales ·
Zweden ·
Zwitserland